# To Rithya
To Rithya, född 10 oktober 1967, är en friidrottare från Kambodja. Han deltog vid olympiska sommarspelen 1996 och olympiska sommarspelen 2000.